# Narodowy Instytut Leków

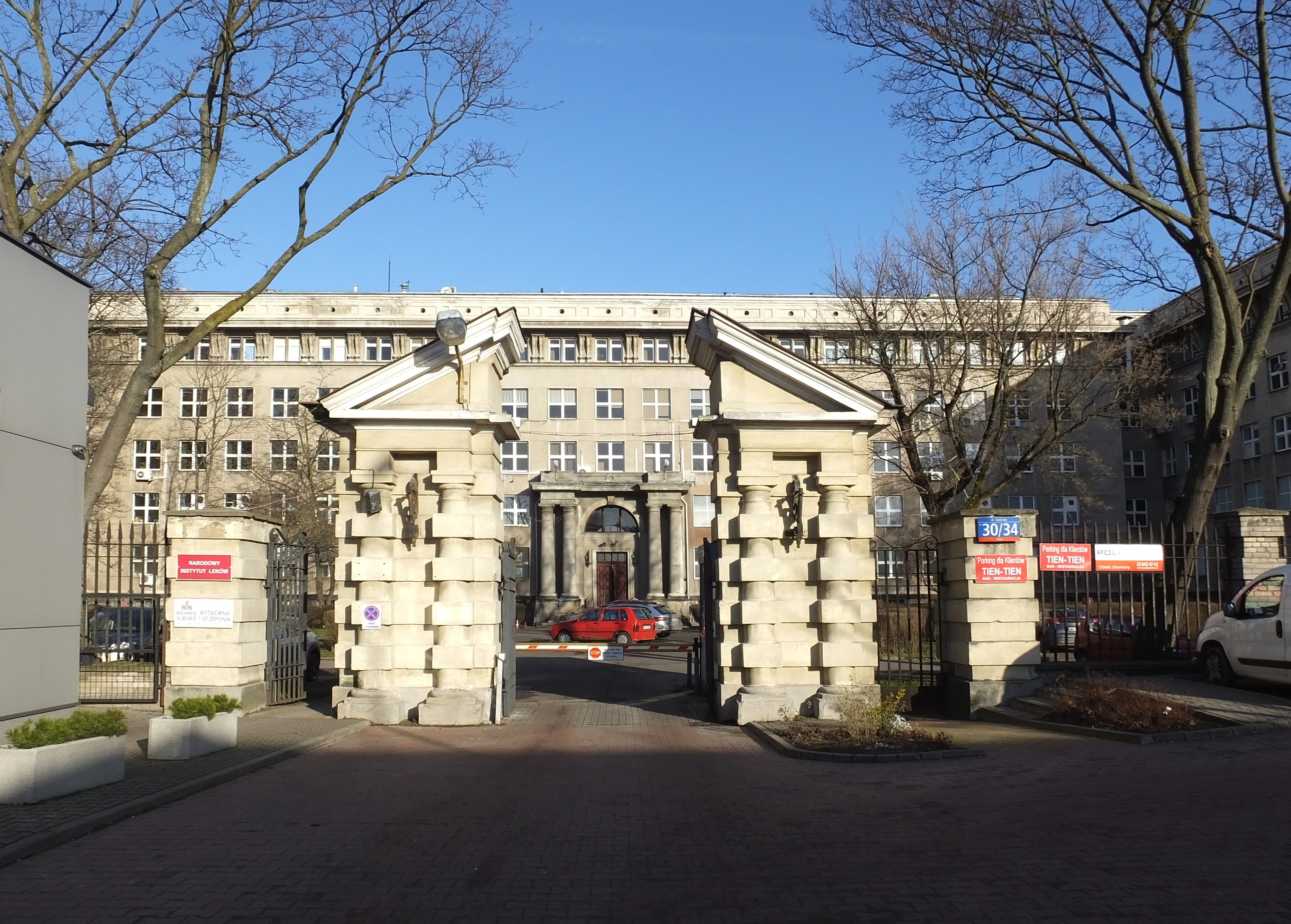
Siedziba NIL w Warszawie, przy ulicy Chełmskiej 30/34

Narodowy Instytut Leków – polski instytut naukowo-badawczy powołany w roku 1952 uchwałą Rady Ministrów jako organ podlegający Ministrowi Zdrowia. Uchwała ta zawierała również statut instytutu, zgodnie z którym podstawowym zadaniem Instytutu Leków było prowadzenie prac naukowych i kontrolno-badawczych z zakresu oceny jakości leków, bezpieczeństwa ich stosowania i skuteczności leczniczej, dostosowanych do potrzeb ochrony zdrowia ludności oraz rozwoju nauki, a także badań związanych z wprowadzeniem do lecznictwa nowych leków na terenie Polski.
Instytut Leków powstał z dawnego Działu Chemii w Państwowym Zakładzie Higieny. W momencie powstania w skład instytutu weszły trzy zakłady zlokalizowane w Warszawie:
- Zakład Chemii I (późniejszy Zakład Chemii Analitycznej)
- Zakład Organopreparatów i Witamin (późniejszy Zakład Biochemii)
- Zakład Farmakologii

oraz
- Zakład Chemii II w Łodzi (późniejszy Zakład Chemii Farmaceutycznej).

Dodatkowo utworzono trzy działy administracyjne, w tym Dział Planowania (późniejszy Metodyczno-Organizacyjny).
Zakres zadań Instytutu Leków był rozszerzany stopniowo o dalsze grupy środków medycznych, wymagających nadzoru ze strony administracji państwowej, co inicjowało powoływanie kolejnych komórek organizacyjnych. Inne zmiany struktury organizacyjnej Instytutu wymuszała specjalizacja przedmiotów badań.
Rada Naukowa Instytutu Leków był to zespół osób związanych z działalnością naukową (w części zatrudnionych w innych jednostkach organizacyjnych), reprezentujących różne specjalności w dziedzinach nauk farmaceutycznych i medycznych. Pełniła ona głównie rolę doradczą i opiniodawczą oraz inicjowała inne działania Instytutu.
W celu ich realizacji powoływano komisje i podkomisje problemowe, stałe i doraźne. Do najważniejszych z nich należały: Komisja Oceny Jakości Leków, przemianowana następnie na Komisję Leków, która dokonywała oceny wartości leczniczej, prawidłowości składu i celowości stosowania leków zgłaszanych do rejestracji; wyodrębniona z niej Podkomisja do spraw Opiniowania Importu Leków, specjalizująca się w lekach zagranicznych oraz Komisja do spraw Produkcji i Zużycia Leków, która zajmowała się dystrybucją preparatów farmaceutycznych w kraju.
O merytorycznym zakresie i poziomie prac w Instytucie świadczyła organizacja oraz udział w licznych konferencjach i sympozjach naukowych, w tym międzynarodowych. Swoimi wysokimi kompetencjami jako jednostki badawczej Instytut dzielił się także współpracując z krajowymi i zagranicznymi placówkami naukowymi i leczniczymi.
W 2002 r. Instytut Leków został połączony z Centralnym Laboratorium Surowic i Szczepionek w Warszawie, tworząc Narodowy Instytut Zdrowia Publicznego. W grudniu 2006 nazwa ta została zmieniona na Narodowy Instytut Leków.
Narodowy Instytut Leków jest prawnym następcą Instytutu Leków.